# いいえ (落語)
いいえは、上方落語の演目。「間女畑」（天明3年頃）に似た小咄が載っている。主人公の名前によって「佐野川市松」「嵐民弥」という別題もある。
三代目桂米朝の演じた録音が「尾上多見江」の題で「桂米朝 艶笑上方落語~続いろはにほへと~」に収められている。

## 梗概
大阪の女形役者、尾上多見江が江戸に招かれて東海道を下る途中、山道に迷ってしまう。そこで警戒されず話がしやすいように、また自身のけいこも兼ねて自分を女だと偽り、ある家に泊めてもらった。しかし多見江は、女だと信じて一緒に寝ている、その家の娘を抱いてしまう。その上、次に来た母親まで同様の目に。翌日、何も知らない亭主に途中まで送って行ってもらうところで、この亭主に迫られる。ところが「芸のこやし」と逆に亭主まで手ごめ。狐につままれた気持ちで帰ってきた亭主、まず娘に「昨夜、あの旅人と寝たが、何もなかったか」「いいえ」。女房に同じ事を聞いたが「いいえ」。「それよりあんたあの人を送って行ったが、何もなかったか」「いいえ」。